# Чёрный жук
Чёрный жук (англ. The Black Beetle) — серия комиксов американского издательства Dark Horse, созданная итальянским художником Франческо Франкавилла.

## История публикации

### Pulp Sunday
Чёрный жук впервые появился на рисунке итальянского художника Франческо Франкавилла на форуме drawingboard.org в январе 2006 года. В 2009 году Франкавилла провёл опрос в своём блоге Pulp Sunday. Он решил делать веб-комикс и спросил у читателей, кого бы они хотели видеть главным героем, Макса Мэлоуна или Чёрного жука. Более двух третей читателей проголосовали за Чёрного жука. Вскоре после этого Франкавилла придумал место действия, город Кольт-Сити (англ. Colt City), что-то среднее между Нью-Йорком и Готэмом.

## Сборники
| Том | Название               | Содержание                                     | Дата выхода          | ISBN              | Примечание                                      | в России                                           |
| --- | ---------------------- | ---------------------------------------------- | -------------------- | ----------------- | ----------------------------------------------- | -------------------------------------------------- |
| 1   | Чёрный жук: Выхода нет | - Ночная вахта - Выхода нет №1-4               | 16 октября 2013      | 978-1-61655-202-2 | Выход книги был запланирован на 27 августа 2013 | выпущен 24 марта 2014 издательством Белый Единорог |
| 2   | Kara Böcek             | - “Kara Böcek” from Dark Horse Presents #28–32 | 6 сентября 2017 года | 9781506705378     | [ 6 ]                                           |                                                    |

## Отзывы
На сайте Comic Book Roundup серия имеет оценку 9 из 10 на основе 51 рецензии.